# Botanischer Garten Akureyri

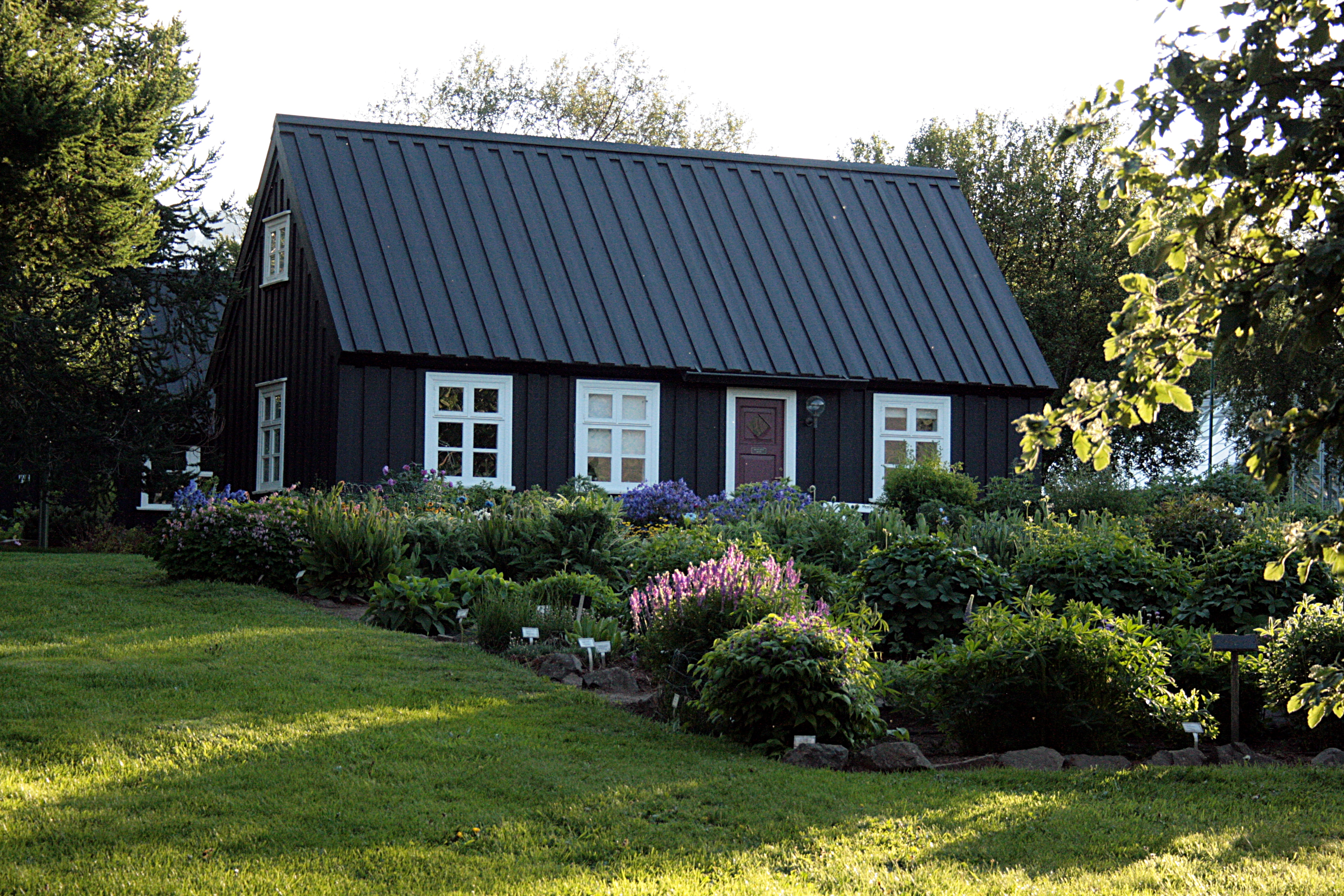
Die Südseite der Eyrarlandsstofa

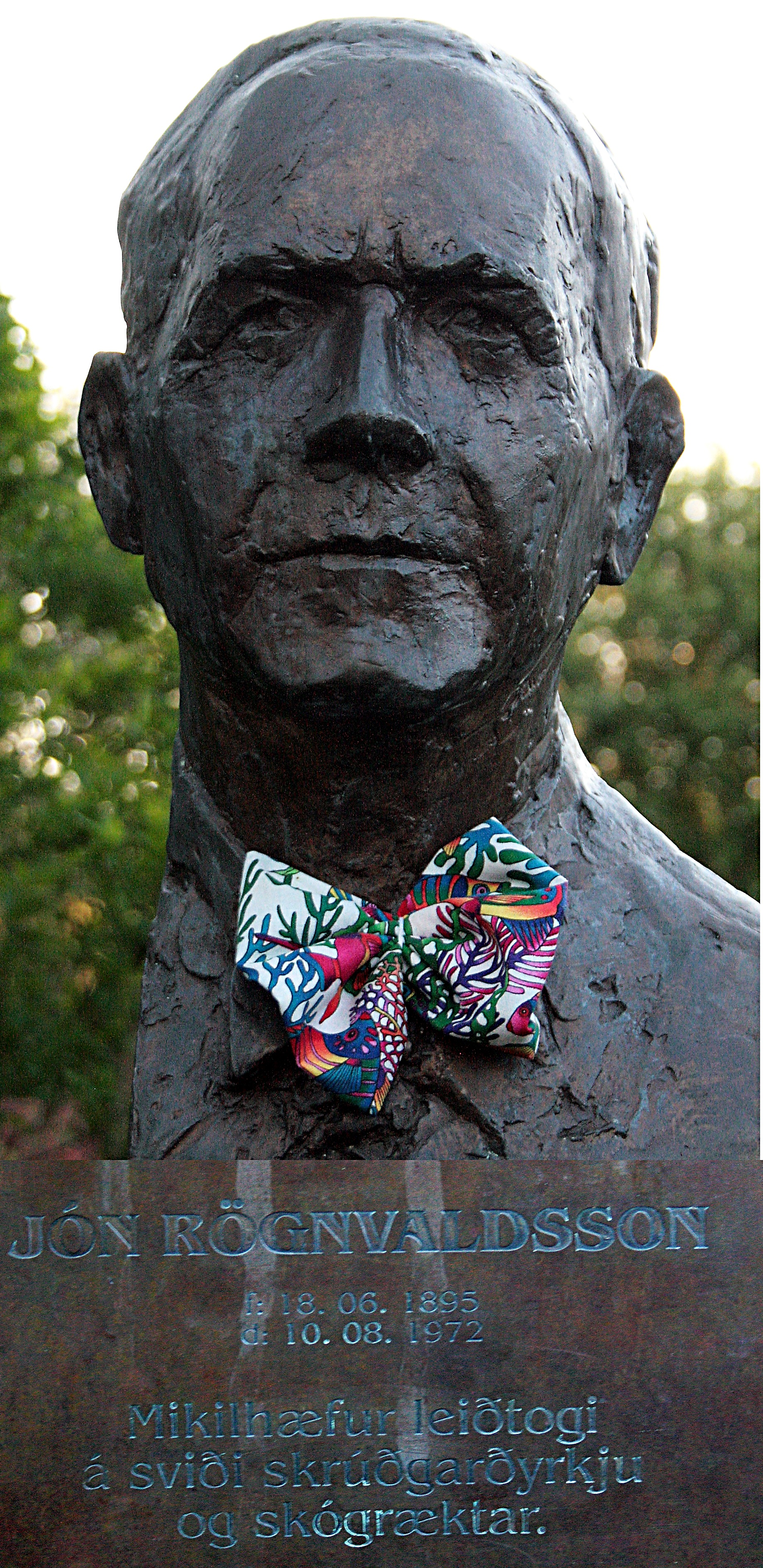
Büste von Jón Rögnvaldsson im Garten

Der Botanische Garten Akureyri (Lystigarður Akureyrar) war der erste Botanische Garten Islands.

## Geografische Lage
Der Botanische Garten Akureyri liegt etwa 45 Meter über dem westlichen Ufer des Eyjafjörður im Süden der nordisländischen Stadt Akureyri, ca. 50 Kilometer südlich des Nördlichen Polarkreises. Diese extreme Lage macht die Anlage zu einem interessanten Versuchs- und Sichtungsgarten.

## Geschichte
Einige Frauen um Margarethe Schiöth aus Akureyri gründeten 1910 den Parkverein zur Verschönerung ihrer Stadt. Bereits im Vorjahr hatte ihnen die Stadtverwaltung einen Hektar Land zugeteilt. Darauf steht ein Holzhaus von 1848 namens „Eyrarlandsstofa“, das noch heute erhalten ist. Der Garten war die erste öffentliche Parkanlage in Island. Die ersten Bepflanzungen waren Birken, um die Fläche abzugrenzen und gegen Wind zu schützen. Später wurde das um Ebereschen, Lärchen, Fichten und Weiden ergänzt. An Sträuchern wurden Geißblatt-Arten und Johannisbeeren gepflanzt.
Im Laufe der Zeit kamen Ergänzungsflächen hinzu und der Park wurde in drei Schritten auf 3,6 Hektar erweitert. Neben seiner Aufgabe als Ort der Ruhe und Erholung ist der Garten ein Experimentierfeld. Es wird erprobt, welche Sträucher, Bäume und andere Pflanzen am Rand der Arktis überdauern können. Bis 1953 wurde die Anlage durch den Parkverein betreut, dann übernahm das Jón Rögnvaldsson. Er hatte in Kanada Forstwirtschaft und Gartenbau studiert und in Island 1935 die Isländische forstliche Vereinigung mit begründet, deren Ziel es ist, den im Mittelalter in Island weitgehend verloren gegangenen Wald durch Aufforstung zu erneuern. Er brachte seine private Pflanzensammlung in den Park ein.
1957 übernahm die Stadt den Park und beauftragte Rögnvaldsson mit dessen Pflege. Dieser wandelte den Park nach und nach in einen Botanischen Garten um, den ersten Islands. Um das zu ermöglichen, musste der mittlerweile angewachsene Gehölzbestand zum Teil wieder entfernt werden.

## Einrichtung

### Bepflanzung
Neben arktischen Gewächsen werden im Garten Pflanzen aus den Gemäßigten Breiten und den Hochgebirgen der Erde kultiviert. 2016 bestanden den Garten etwa 7.000 Arten. Die isländischen Pflanzen sind mit etwa 400 Arten in mehreren Teilen des Gartens präsent. Das sind etwa 80 % der in Island vertretenen Arten.

### Sonstige Ausstattung
Der Garten wird im Eingangsbereich mit mehrsprachigen Tafeln erklärt. Von Margarethe Schiöth, Jón Rögnvaldsson und von Matthías Jochumsson, dem Dichter der isländischen Nationalhymne, einem Geistlichen aus Akureyri, steht jeweils eine Büste im Garten. In unmittelbarer Nachbarschaft zum Garten befindet sich das Gewächshaus und die Anzuchtabteilung. Das Holzhaus von 1848 names „Eyrarlandsstofa“ steht noch und dient heute als Sozialraum für die Angestellten des Botanischen Gartens. Gegenüber liegt ein im gleichen Stil nachgebautes Gebäude, „Jónshús“, benannt nach dem langjährigen Leiter des Gartens, in dem die Verwaltung ihren Sitz hat. Es gibt ein Café im Garten.

Der Botanische Garten Akureyri
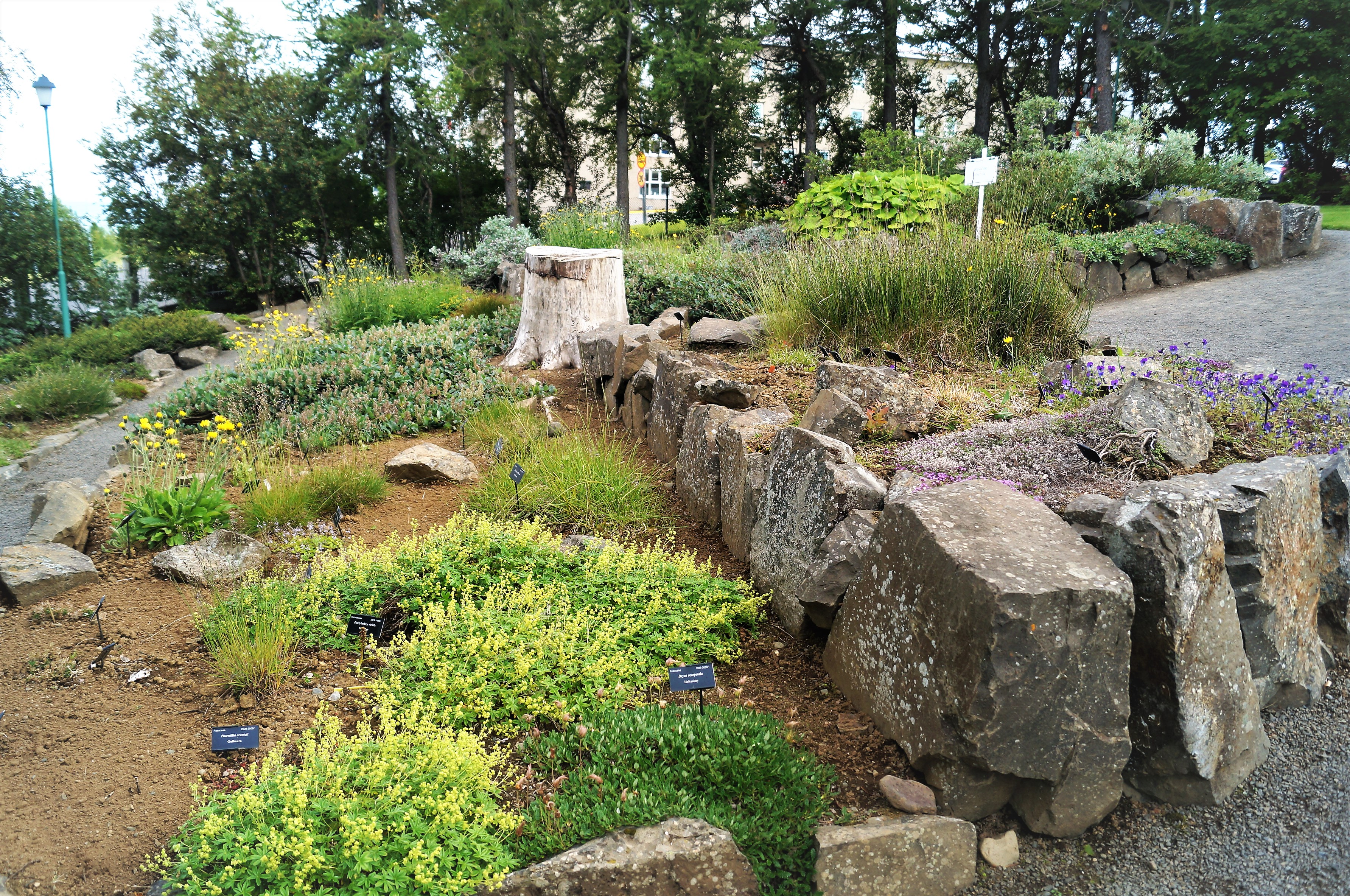
Arktische Flora
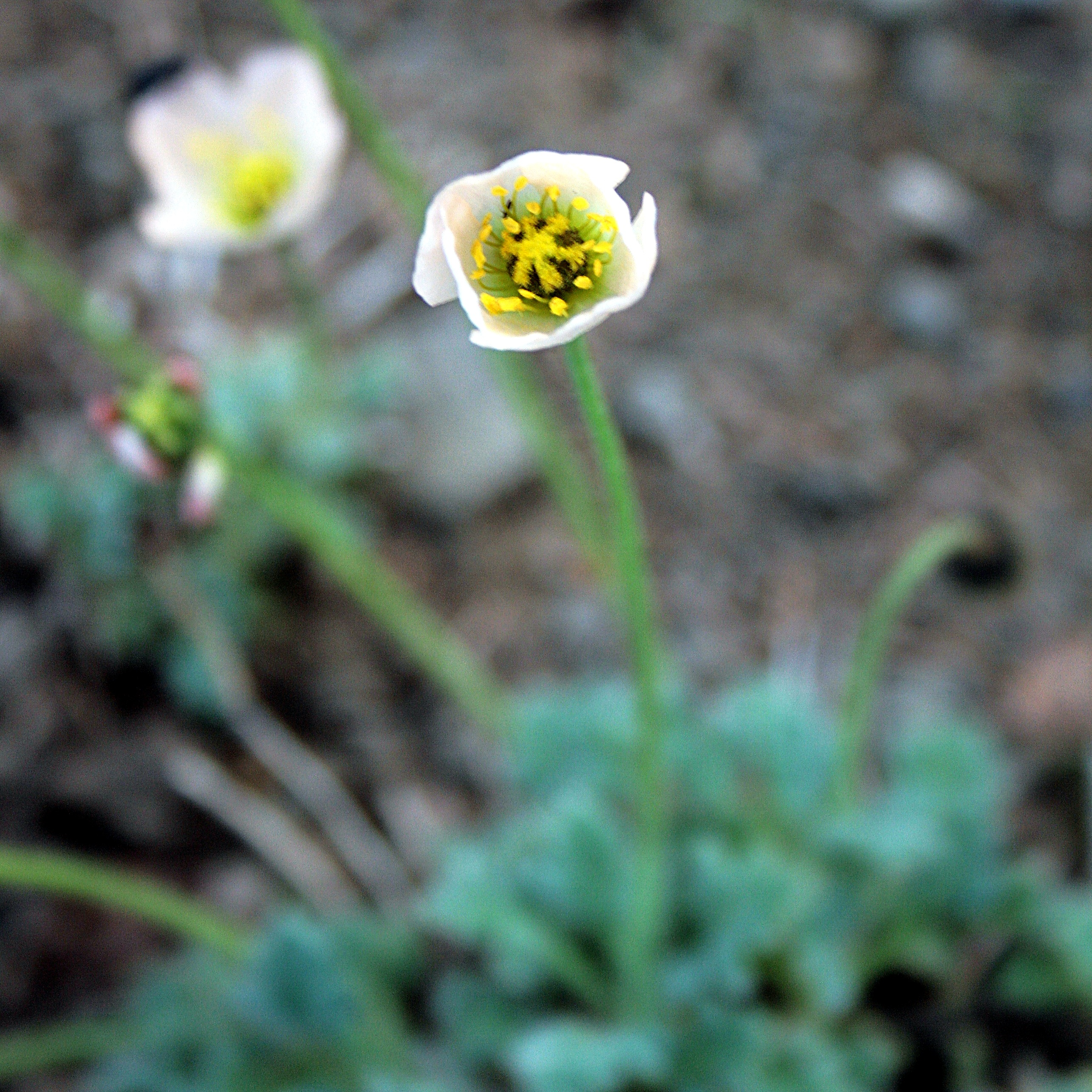
Arktischer Mohn (Papaver_radicatum)
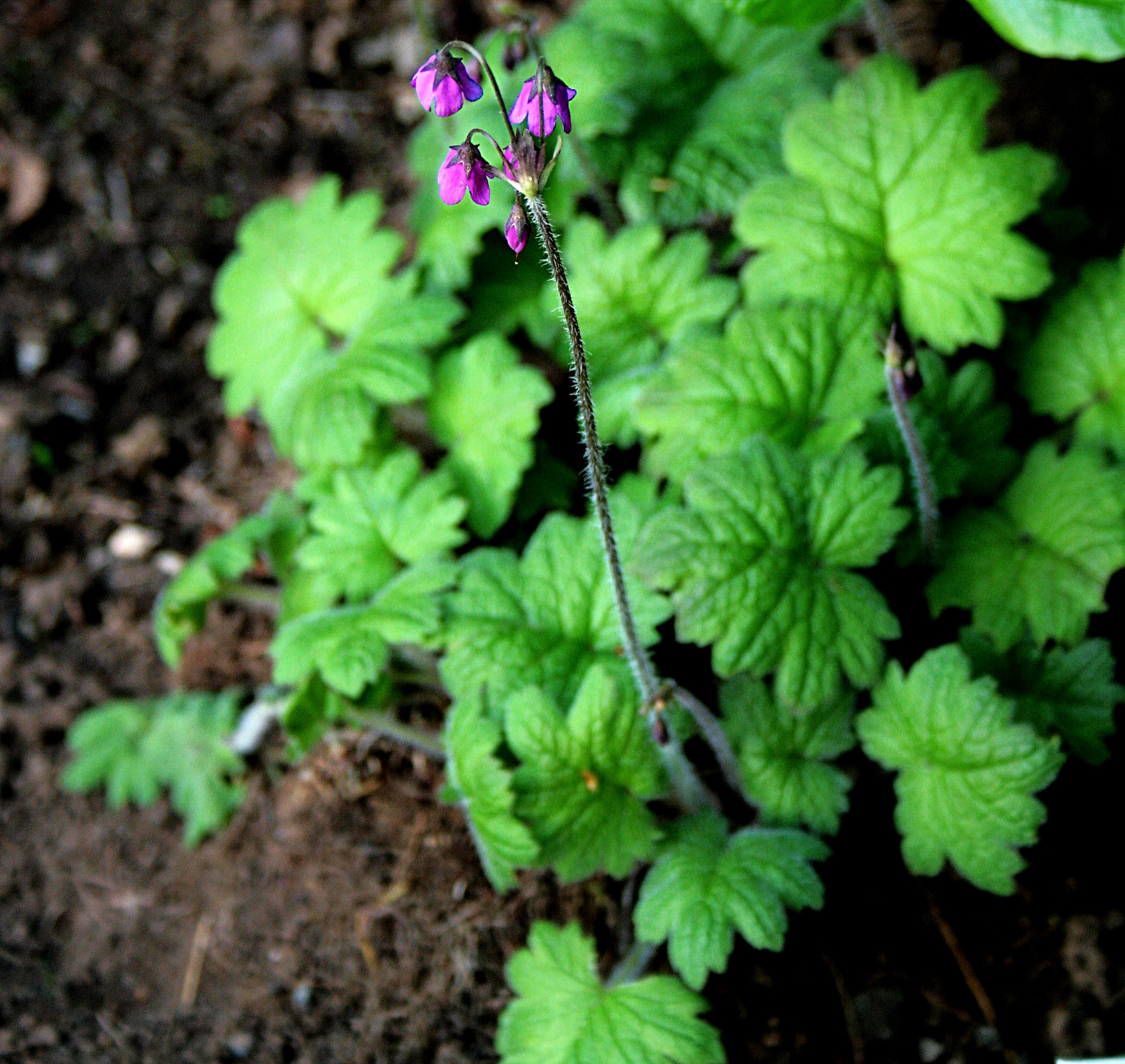
Alpenglöckchen (Cortusa matthioli)
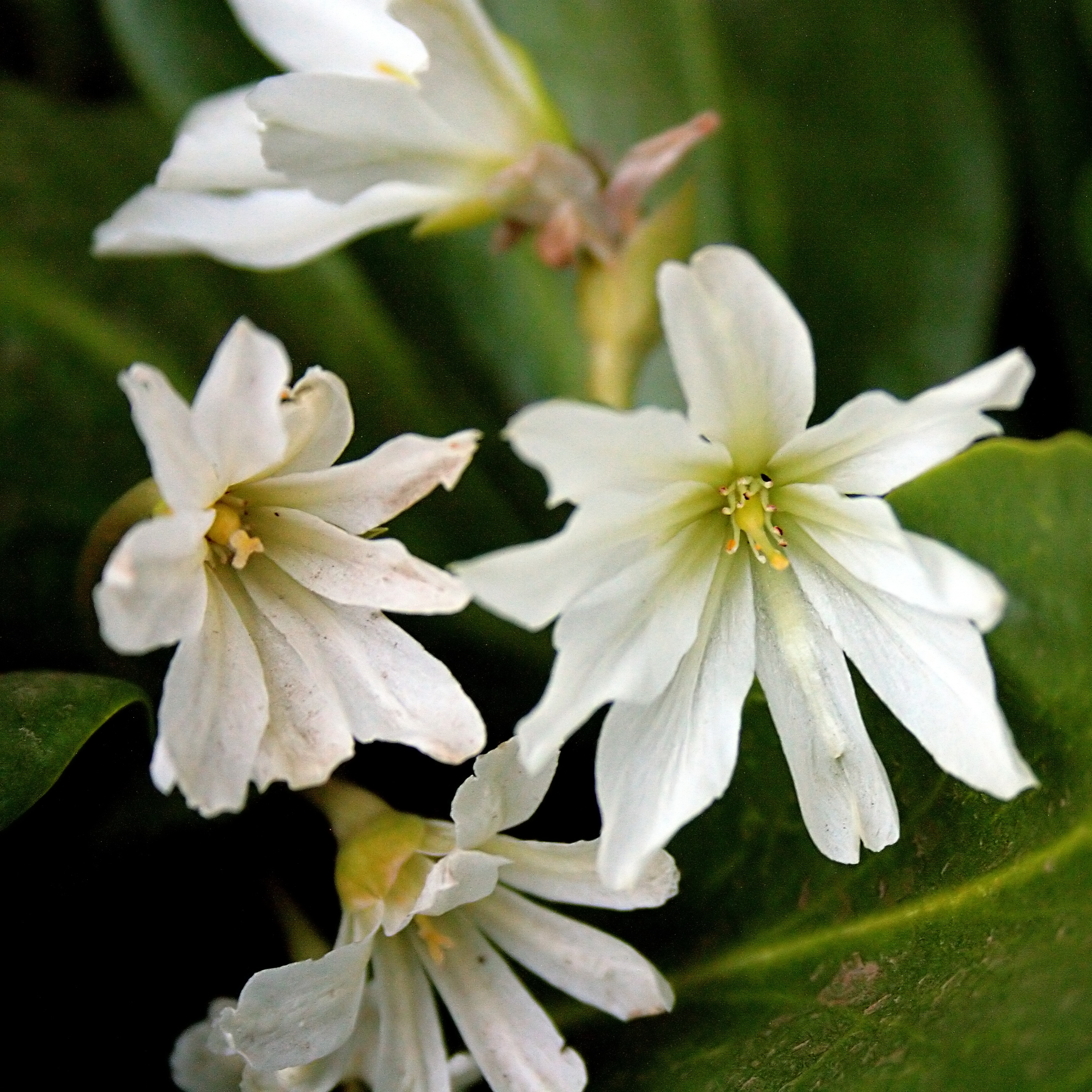
Bitterwurz (isländisch: Rósablaðka)
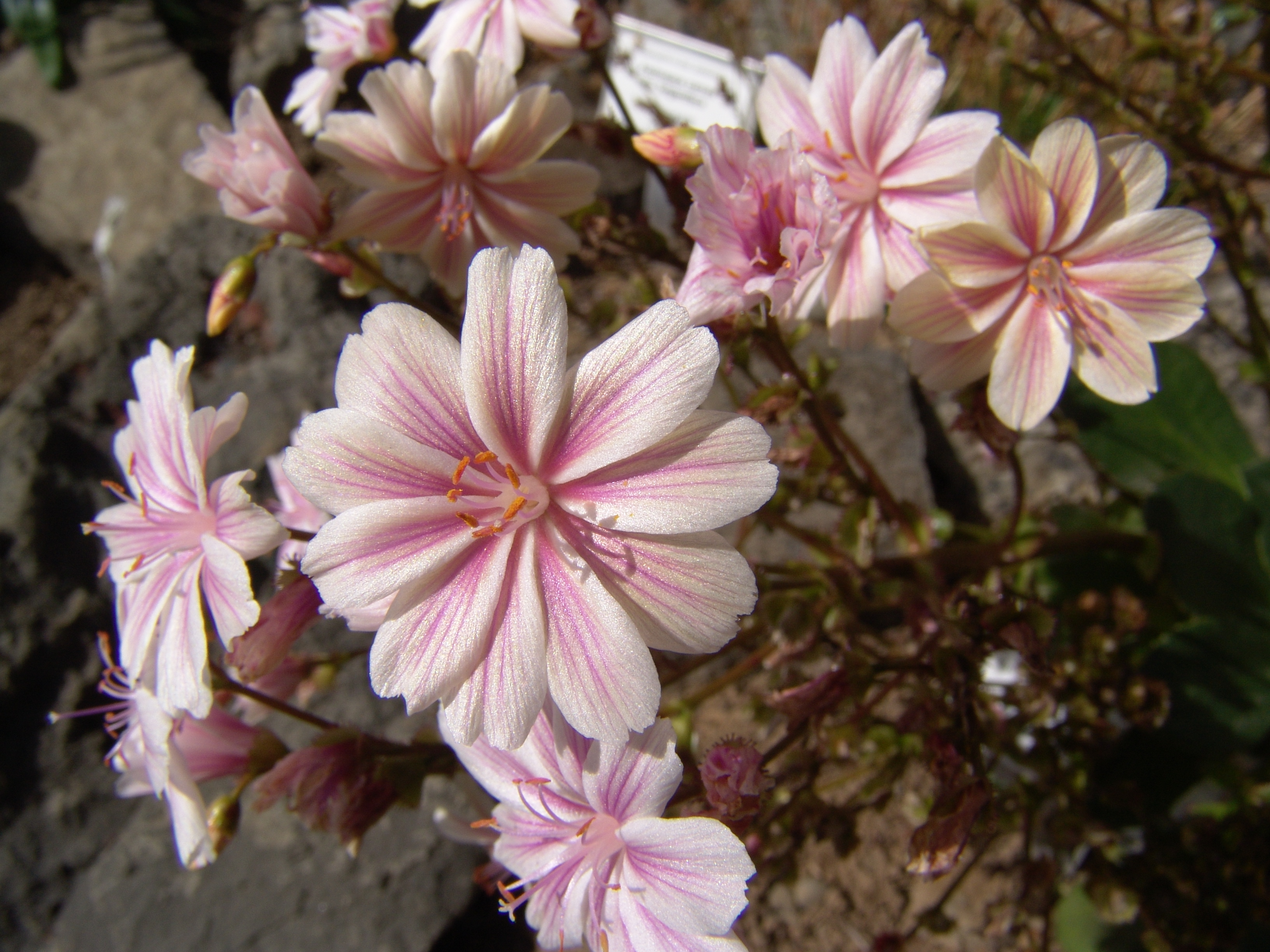
Porzellanröschen (Lewisia cotyledon)

## Wissenswert
Der Park ist nach wie vor eine öffentliche Anlage, die immer geöffnet ist. Der Eintritt ist frei.